# Anestia semiochrea
Anestia semiochrea là một loài bướm đêm thuộc phân họ Arctiinae, họ Erebidae. Nó được tìm thấy ở Lãnh thổ Thủ đô Úc, Queensland và New South Wales.
Con cái không có cánh.
Ấu trùng ăn địa y.

## Hình ảnh

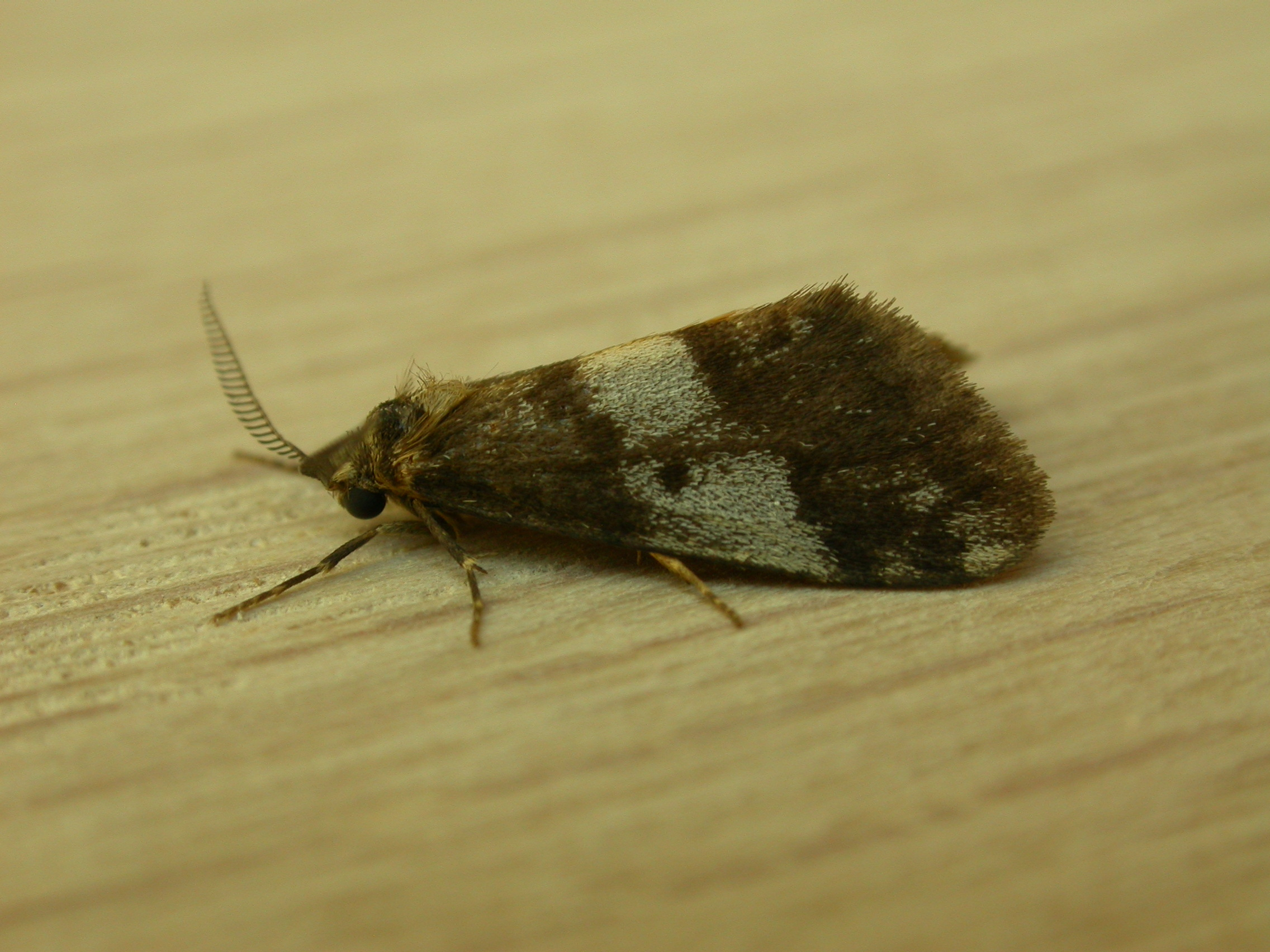
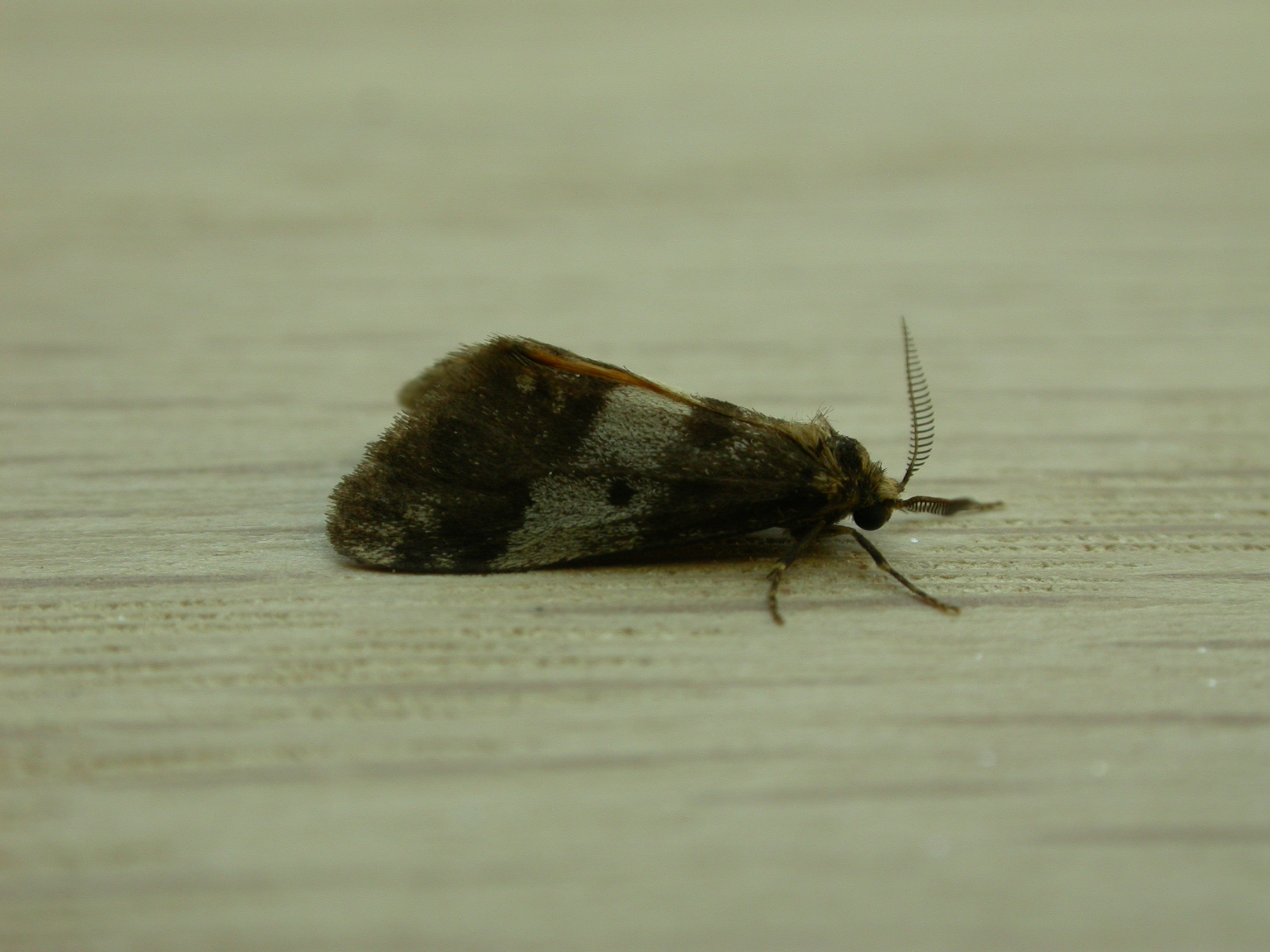